# Hugo Dingler
Hugo Dingler (ur. 7 lipca 1881 w Monachium, zm. 29 czerwca 1954 tamże) – niemiecki filozof. Zajmował się kwestią ważności geometrii euklidesowej w naszej przestrzeni i podał nowe ujęcie zasad nauk przyrodniczych, które ma umożliwić ustanowienie "wiecznych" praw przyrody. Dingler określał swe stanowisko jako "antyempiryzm", odrzucając w ślad za Husserlem wszelki psychologizm.

## Dzieła
- Beitrage zur Kenntnis der infinitesimalen Deformation einer Fläche, Amorbach, 1907
- Grundlinien einer Kritik und exakten Theorie der Wissenschaften, 1907.
- "Kritische Bemerkungen zu den Grundlagen der Relativitätstheorie," Physikalische Zeitschriftvol 21, (1920), 668-675.
- Metaphysik als Wissenschaft unter Primat der Philosophie, Monachium, 1926.
- Philosophie der Logik und Arithmetik, Monachium, 1931.
- Geschichte der Naturphilosophie, Berlin, 1932.
- Die Grundlagen der Geometrie, Stuttgart, 1933.
- Das System, Monachium 1933
- Das Handeln im Sinne des höchsten ZielesMonachium, 1935
- Die Methode der Physik, Monachium, 1938.
- Von der Tierseele zur Menschenseele, 1941, Leipzig.
- Lehrbuch der Exakten Naturwissenschaften, Berlin, 1944. wydane pośmiertnie przez Paula Lorenzena jako Aufbau der Fundamentalwissenschaften, Monachium, 1964.
- Grundriss der methodischen Philosophie, Füssen, 1949
- Ergreifung des Wirklichen, Monachium 1955. Reprint, ze wstępem Kuno Lorenza and Jürgena Mittelstrassa, Frankfurt, 1969.